# Ondskapt
Ondskapt (česky znamená zlem stvořený) je švédská black metalová kapela ze Stockholmu. Zformovala se v roce 2000. Ve svých textech prezentuje satanismus a uctívání zla a smrti. Ondskapt je inspirována švédskou kapelou Ofermod.
Debutové studiové album s názvem Draco Sit Mihi Dux vyšlo v roce 2002.

## Logo
Název Ondskapt je vepsán stěží čitelným písmem do obráceného kříže. Logo doplňují netopýří křídla.

## Diskografie
Studiová alba
- Draco Sit Mihi Dux (2002, Selbstmord Services)
- Dödens evangelium (2005, Next Horizon Records)
- Arisen from the Ashes (2010, Osmose Productions)
- Grimoire Ordo Devus (2020, Osmose Productions)

EP
- Slave Under His Immortal Will (2001, Selbstmord Services)